# Protocolo n.º 7 a la Convención Europea de Derechos Humanos

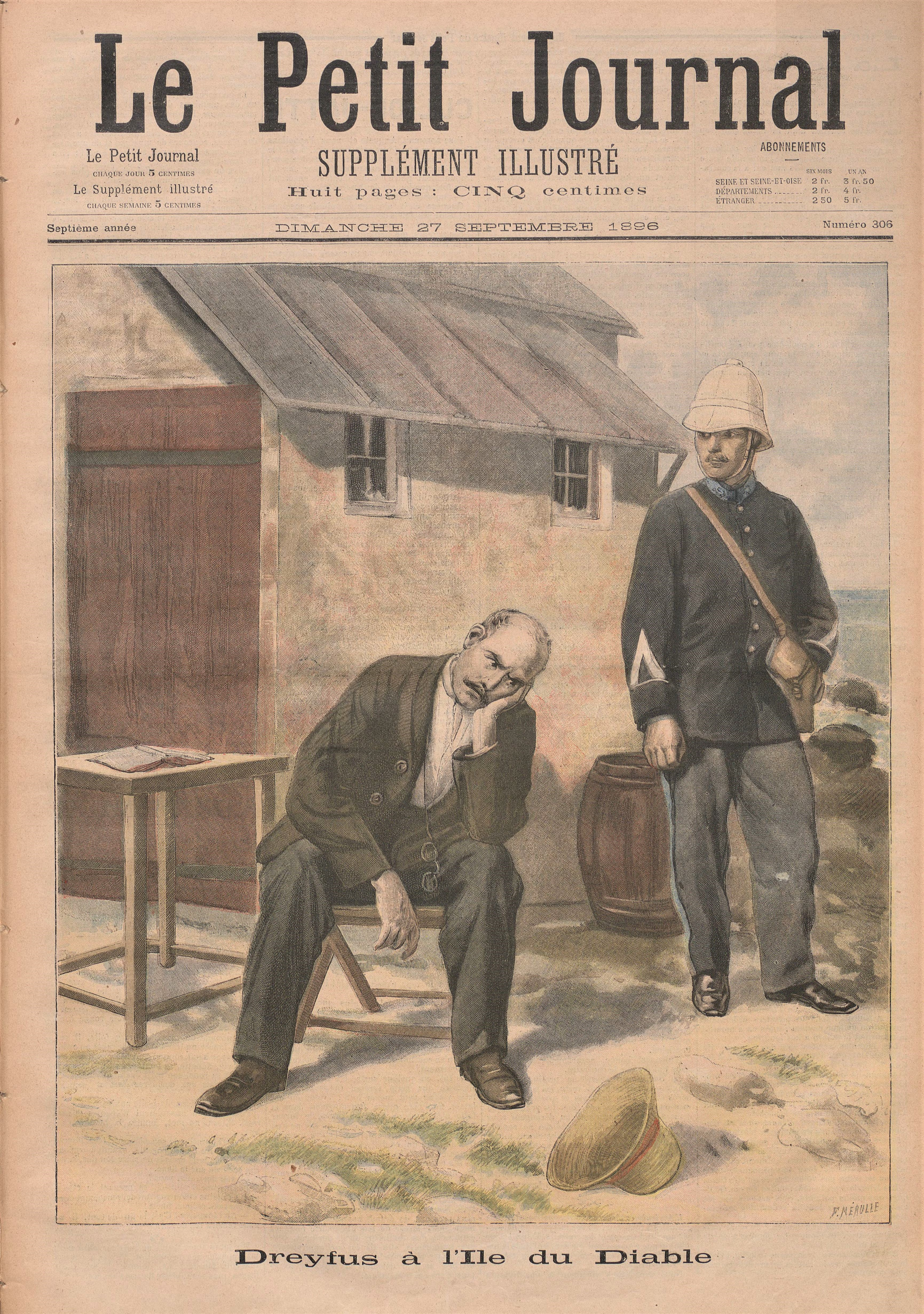
Alfred Dreyfus cumpliendo su condena. El protocolo establece el derecho a recibir indemnizaciones por errores judiciales.

El Protocolo n.º 7 a la Convención Europea de Derechos Humanos es un protocolo adicional a la citada Convención o Convenio, elaborado en el ámbito del Consejo de Europa y abierto a todos los Estados miembros del Consejo que hayan ratificado la Convención. Su finalidad es proclamar nuevos derechos humanos. Fue aprobado el 22 de noviembre de 1984 y entró en vigor el 1 de noviembre de 1988, dos meses después de su ratificación por los primeros siete estados. Fue parcialmente modificado por la entrada en vigor del Protocolo n.º 11 a la Convención Europea de Derechos Humanos.

## Antecedentes
Tras la aprobación de la Convención Europea de Derechos Humanos en 1950, la Asamblea General de Naciones Unidas adoptó en 1966 el Pacto Internacional de Derechos Civiles y Políticos. Aunque la nueva norma no llegaría a entrar en vigor hasta diez años más tarde, el Comité de Ministros del Consejo de Europa encargó a un comité de expertos, ya en 1967, que estudiase los problemas que pudieran derivarse de la coexistencia de las dos normas protectoras de los derechos humanos, la europea y la mundial. El comité de expertos entregó su informe en 1969, explicando las diferencias existentes entre los derechos reconocidos en una y otra norma.
Posteriormente, la Asamblea Parlamentaria del Consejo de Europa propuso que se estudiase la ampliación del listado de derechos del Convenio, pidiendo en 1976 al Comité de Ministros que añadiera al mismo el mayor número posible de derechos presentes en el Pacto Internacional y ausentes del Convenio Europeo. Fruto de esos trabajos nació el Protocolo n.º 7.
Por consiguiente, el Protocolo n.º 7 es uno de los denominados protocolos adicionales, cuya finalidad es añadir más derechos al listado de los inicialmente proclamados por el Convenio. Por tal motivo, los Estados que han ratificado el Convenio son libres de firmarlo o no. Por esa misma razón, no es necesario que todos los Estados parte en el Convenio ratifiquen el protocolo para que éste entre en vigor. Ello proporciona flexibilidad a los Estados aunque a costa de generar diferencias entre ellos.

## Listado de derechos
El Protocolo n.º 7 incorpora una lista de cinco nuevos derechos a los que recogía la Convención:

### Expulsión de extranjeros
Artículo 1. Garantías de procedimiento en caso de expulsión de extranjeros. El Protocolo n.º 4 había proclamado la libertad de circulación, pero especificaba que se trataba de la libertad de circular por el territorio del Estado en el que la persona se encuentra en situación regular. También había establecido la prohibición de que las personas fueran expulsadas del Estado del que son nacionales. Respecto a la expulsión de los extranjeros, se había limitado a prohibir las expulsiones colectivas, debiendo ser, por tanto, individualizadas. En los más de veinte años transcurridos, la sensibilidad sobre la cuestión había cambiado y varios estados consideraban conveniente reforzar las garantías de los extranjeros durante un eventual procedimiento de expulsión. Este artículo establece que la expulsión sólo puede hacerse en ejecución de una decisión adoptada conforme a la ley. Además concede al extranjero los derechos a formular alegaciones contra su expulsión, a conseguir la revisión del caso (recurso administrativo o judicial) y a ser representado ante la autoridad competente. Sin embargo, el apartado segundo permite suprimir esos tres derechos cuando la expulsión sea necesaria en interés del orden público o esté fundada en motivos de seguridad nacional.

### Derecho al recurso
Artículo 2. Derecho a un doble grado de jurisdicción en materia penal. La Convención nada establecía al respecto, a diferencia del Pacto Internacional de Derechos Civiles y Políticos aprobado en el ámbito de la ONU. Este artículo establece el derecho a recurrir las condenas penales. El derecho existe sólo en el ámbito penal, quedando fuera de otras jurisdicciones, como la civil o laboral; sólo existe contra las sentencias definitivas, quedando exceptuadas las resoluciones interlocutorias; sólo se aplica a las sentencias condenatorias; y sólo el condenado está amparado por el derecho. Los motivos y forma del ejercicio del derecho deben estar regulados por ley. A continuación se acepta que puedan estar exceptuados los casos relativos a infracciones menores, los casos en que el juicio ha sido tramitado ante un tribunal superior y los casos en que la condena es fruto de un recurso contra una primera sentencia absolutoria.

### Indemnización por errores judiciales
Artículo 3. Derecho a indemnización en caso de error judicial. Establece el derecho a ser indemnizado en el caso de haber sido condenado a consecuencia de un error judicial demostrado. Ello tanto si la condena es anulada como si queda sin aplicación por una medida de gracia. La indemnización deberá ser establecida conforme a la ley o a la práctica vigente en el Estado. Se exceptúa el caso de que el error se haya producido por una no revelación del hecho desconocido por parte del penado en el momento procesal oportuno.

### Doble enjuiciamiento
Artículo 4. Derecho a no ser juzgado o castigado dos veces. Se trata del tradicional principio enunciado como «non bis in idem». Nadie podrá ser perseguido o condenado penalmente por una infracción por la que ya haya sido absuelto o condenado mediante sentencia firme dictada en el mismo Estado. La prohibición no parece impedir expresamente la repetición del juicio en un segundo Estado. El artículo no impide la reapertura del proceso en caso de evidencia de nuevos hechos o vicio en el procedimiento. Los estados no podrán invocar el artículo 15 de la Convención para derogar este artículo.

### Igualdad entre cónyuges
Artículo 5. Igualdad entre esposos. Aunque el artículo 12 de la Convención había proclamado el derecho a contraer matrimonio y el artículo 14 había prohibido ya la discriminación por razón de sexo y de otros motivos en la aplicación de los derechos reconocidos en la misma, se consideró necesario proclamar este derecho específicamente. Establece la igualdad de derechos y deberes de carácter civil entre los cónyuges, tanto entre ellos mismos como en sus relaciones con sus hijos, tanto durante el matrimonio como en caso de disolución del mismo. Ello no impide que los estados adopten medidas necesarias en interés de los hijos.

## Protección
Los nuevos derechos gozan de la misma protección que la Convención otorga a los originalmente incluidos en ella, pudiendo las personas físicas, las organizaciones no gubernamentales y los grupos de particulares interponer demandas ante el Tribunal Europeo de Derechos Humanos reclamando por la violación de sus derechos. No obstante, no todos los estados parte en la Convención han ratificado el Protocolo n.º 7. España lo firmó el 22 de noviembre de 1984, pero no lo ratificó hasta el 16 de septiembre de 2009, entrando en vigor el 1 de diciembre de ese mismo año. Tras su ratificación por Bélgica en 2012, 43 de los 47 Estados miembros del Consejo de Europa habían ratificado el protocolo.